# Johanna Huber (Schriftstellerin)
Johanna Huber (* 9. Juni 1869 in München; † 3. April 1935 ebenda) war eine deutsche Lehrerin, Kindergärtnerin, Fach- sowie Kinderliteraturschriftstellerin und „eine der bedeutendsten Vertreterinnen des katholischen Kindergartenwesens“.

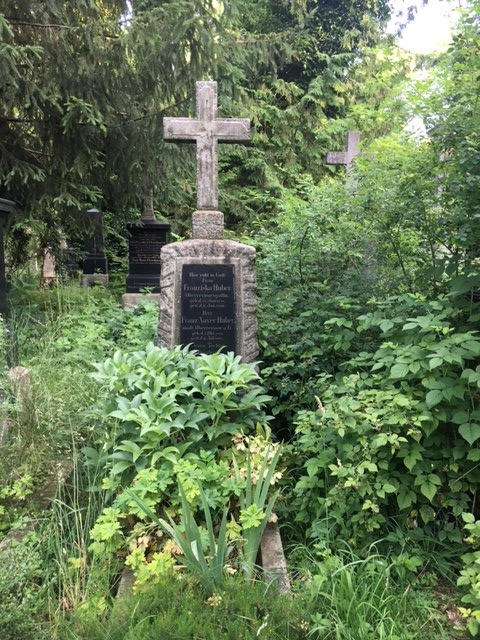
Familiengrab Huber auf dem Alten Südfriedhof München

## Leben und Wirken
Sie war das jüngste von neun Kindern des Oberrevisors Xaver Huber und dessen Ehefrau Franziska, geb. Menhart. Trotz bescheidener finanzieller Verhältnisse durfte sie das Königl. Lehrerinnenseminar absolvieren. Von 1889 bis 1916 war Johanna Huber als Hauptlehrerin tätig. In Erkenntnis ihrer besonderen pädagogischen Befähigung berief Georg Kerschensteiner sie an die Münchner Versuchsschule, seinerzeit ein „pädagogisches Mekka“. Johanna Huber setzte sich dafür ein, im Religionsunterricht der Schulanfänger den Arbeitsschulgedanken zu verwirklichen. Ihre Frage „Kann man im Religionsunterricht der 1. Klasse den Arbeitsschulgedanken anwenden?“, beantwortete die Pädagogin wie folgt:

„Die Frage ist unbedingt zu bejahen. Nur muß man den Begriff auf Erfolg und Ziel einstellen. ‚Religion und Leben‘ religiöse ‚Tatschule‘ u. a. sind ja bloß Umschreibungen, die allerdings den Kern der Sache besser treffen oder wenigstens andeuten. Denn wir verstehen unter Arbeitsschule nicht die manuelle Erarbeitung eines Dinges im Dienste der religiösen Begriffsbildung, sondern in erster Linie die Mobilmachung des kindlichen Geistes durch geistige Mittel im Dienste der Religion, die ja in ihrer Verwirklichung eine Arbeits- und Tatschule im höchsten Sinne des Wortes ist.“

Aus gesundheitlichen Gründen zog sich Johanna Huber 1916 vom Schuldienst zurück. Fortan setzte sie sich für den (katholischen) Kindergarten ein. Diesen betrachtete sie ganz im Sinne von Friedrich Fröbel als „Schule des kindlichen Spiels“ und nicht als „Stätte schulischen Lernens“:

„Wir lehnen ja jede Schulmeisterei im Kindergarten als unpsychologisch und deshalb verfehlt ab; und das dürfte wohl eines der größten Verdienste der neueren Kleinkinderpädagogik sein. Denn als noch die alte ‚Lernschuler‘ ihre Triumphe feierte, fand auch der Drill in der Kleinkinderanstalt eine Zufluchtsstätte. Es gab nur die Masse, in der das einzelne Kind förmlich erstickte.“

In Vorträgen und Veröffentlichungen setzte sie sich immer wieder mit der Frage „Familienerziehung oder Kindergarten?“ auseinander. Dabei bevorzugte sie die Familienerziehung und sah den Kindergarten nur als eine „Notwendigkeit bei absolut ungünstigen Familienverhältnissen“:

„Das sind große Armut, Krankheit, Beschäftigung der Mutter außer dem Hause oder Überbürdung derselben mit Arbeit innerhalb der Familie. Aber auch für die begüterte Familie bei einzigen Kindern oder bei Auslieferung der Kinder an Dienstboten und sonstige Angestellte ist Kindergartenerziehung wünschenswert. Normale Familienverhältnisse angenommen muß das Kind am besten gedeihen im Schoß der eigenen Familie.“

1917 gründete Johanna Huber in Zusammenarbeit mit anderen Frauen den Bayerischen Landesverband katholischer Kinderhorte und Kleinkinderanstalten, Krippen und Säuglingsheime inbegriffen. Als Elisabeth von Aretin 1921 den 1. Vorsitz des Verbandes niederlegte, schlug sie Johanna Huber als ihre Nachfolgerin vor, die bis 1932 dieses Amt innehatte.
Zusammen mit Alexandrine Hegemann rief Johanna Huber 1918 die Fachzeitschrift Kinderheim ins Leben, die noch heute als Welt des Kindes existiert. Maßgebend war sie an der Ausbildung der vielen seinerzeit im Erziehungsdienst tätigen unausgebildeten Klosterschwestern beteiligt. Diesbezüglich organisierte sie an mehreren bayerischen Kindergärtnerinnen- und Hortnerinnenseminaren halbjährliche bis ganzjährige Kurse, die für die Nachschulung der unausgebildeten Klosterfrauen verantwortlich zeichneten.
Sehr erfolgreich war ihr 1916 erstmals veröffentlichtes Büchlein Die religiös-sittliche Unterweisung des Kleinkindes im Kindergarten und in der Familie. Darin zeigte die Verfasserin anhand von zahlreichen Beispielen aus der Praxis auf, „wie das religiöse Vorstellungs- und Gemütsleben  des Kleinkindes geweckt und gefördert werden kann […] Dabei legte Johanna Huber, die ‚sittliche Erziehung‘ des Kindes betreffend, besonderen Wert auf die Erziehung zur Selbstbeherrschung, zum Gehorsam, zur Wahrhaftigkeit sowie zu altruistischen Tugenden“. Das Werk wurde seinerzeit wie folgt rezensiert:

„An Hand zahlreicher Beispiele wird gezeigt, die das religiöse Vorstellungs- und Gemütsleben des Kindes geweckt und gefördert werden kann. Ihre Darbietung und Auswertung ist sehr kindertümlich gehalten. Hier zeigt sich die erfahrene Praktikerin mit dem warmen Herzen für die Kleinen. Dem Buch ist eine theoretische Grundlegung vorausgeschickt, was an sich sehr zu begrüßen wäre. Leider kann sie vom wissenschaftlichen Standpunkte nicht befriedigen. Das ist der einzige Mangel, den ich an der Arbeit auszusetzen habe.“

Neben ihren theoretischen Beiträgen hatte Johanna Huber Lieder für Kinder im Vorschul- und Grundschulalter gedichtet und komponiert, ferner  Verse, Gedichte, Theaterstücke, Märchen sowie Geschichten  verfasst, die sie u. a. auch in der Fachzeitschrift Kinderheim publizierte. Dort wurde ihr erfolgreiches Bilderbuch Lustige Geschichten für unsere Kleinsten wie folgt rezensiert:

„In ihrem Vorwort spricht Johanna Huber das Bedauern aus, daß an die ganz Kleinen die Märchen viel zu früh herangebracht würden. Sie hat den Versuch gemacht, Erzählungen für das ganz frühe Alter zu schaffen, und dieser Versuch ist ihr ausgezeichnet gelungen. In sinniger Weise wird dem Verständnis der Kleinen Rechnung getragen. Gegenstände des alltäglichen Lebens treten sprechend und handelnd auf. Das Kind gewinnt dadurch ein Verhältnis zu seiner Umgebung.“

Besonders intensiv arbeitete sie mit dem Verlag Otto Maier, Ravensburg, zusammen. Dort erschien 1930 ihr wohl erfolgreichstes Werk Das Buch der Kinderbeschäftigungen, dessen „pädagogische Grundlage die Erziehungsmethode Friedrich Fröbels, ausgebaut und weiterentwickelt auf den Ergebnissen der damaligen wissenschaftlichen Forschungen, bildet“.  Genanntes Buch erscheint noch heute, wenn auch in neuer und veränderter Aufmachung. Jede Neuauflage der Publikation wurde positiv rezensiert, wie beispielsweise die 9. Auflage:

„Wir freuen uns ganz besonders, hiermit wieder eine Neuauflage (9.) des im Jahre 1930 herausgegebenen Buches […] anzeigen zu können. Johanna Huber […] hat damals mit großer Einfühlsamkeit dieses Buch ausgearbeitet, das Beschäftigungen zeigt vom Säugling angefangen über das Kleinkind zum Schulkind und zahlreiche verschiedenartige Formen von Spiel- und Bastelbeschäftigungen bietet. Unsere Kindergärten haben schon damals weitgehend dieses Buch als Anregung für ihre Arbeit benutzt. Jetzt ist es durch sachverständige Neubearbeitung und zeitgemäße Ergänzungen im Auftrag des Verlages auf einen aktuellen Stand gebracht worden […] Das Buch soll unseren Leserinnen hierdurch sehr warm empfohlen werden.“

Für den Otto Maier Verlag zeichnete Johanna Huber als Autorin mehrerer Bilderbücher verantwortlich, des Weiteren war sie Herausgeberin der Reihe Neue Arbeitsbücher für Mutter und Kind. Einige ihrer Gedichte erschienen noch nach 1945 in mehreren Bayerischen Lesebüchern. Beispielsweise die Die Schuhe oder Auf dem Herd.
Nach einem längeren Herzleiden verstarb Johanna Huber überraschend im Alter von 65 Jahren. In ihrer Todesanzeige wurde sie als „bayerische Kleinkindertante“ tituliert.

## Werke (Auswahl)

### Theoretische Beiträge
- Die religiös-sittliche Unterweisung des Kleinkindes im Kindergarten und in der Familie. Kempten 1916
- Durch Selbsterziehung zur Selbstzucht. In: Kinderheim 1918/H. 1, S. 5–12.
- Familienerziehung oder Kindergarten? In: Pharus, Erster Halbjahresband 1916, S. 218–225.
- Zur Vorbildung der Kleinkindlehrerinnen. In: Pharus 1919, S. 228–236.
- Fröbel und Montessori. In: Kinderheim 1920, S. 134–140.
- Erster Schuleintritt mit dem 6. oder 7. Lebensjahr? In: Kinderheim 1921/H. 3, S. 65–76.
- Religiös-sittliche Arbeitsschule im ersten Schuljahr. In: Johanna Huber, Karl Raab: Das Arbeitsprinzip im Religionsunterricht der Grundschule. München/Kempten 1923, S. 1–50.
- Körperliche Erziehung im Kindergarten. Kempten 1926
- Einige Winke zur Vor- und Fortbildung des Erzieherpersonals in den Kindererholungs- und Heilstätten. In: Kinderheim 1926/H. 4, S. 103–108.
- Katholische Kleinkindererziehung im Rahmen der pädagogischen Strömungen der Gegenwart. In: Josef Beeking (Hrsg.): Erster Gesamtkongress der katholischen Kinder- und Jugendfürsorge Deutschlands. Freiburg i. Br. 1928
- Die Krabbelstube. Ravensburg o. J.

### Beschäftigungs-/Spielbücher/Theaterstücke
- Was soll ich schenken? Ravensburg o. J.
- Ausschneidearbeiten für Kinder. Ravensburg o. J.
- „Wer kommt denn da?“ und andere neue Fingerspiele für Mutter und Kind. Ravensburg o. J.
- Einfache Ausschneidearbeiten für Kinder. Ravensburg o. J.
- Weihnachtsspiele für Krippenkinder. München o. J.
- Im Kindergarten. Acht kleine Kinderspiele. München o. J.
- Das Buch der Kinderbeschäftigungen. Ravensburg 1930[9]
- Lustiges Papier-Faltbüchlein mit allerlei Drum und Dran. Ravensburg 1947
- Diemut. Ein Mysterienspiel in acht Bildern. München o. J.
- Licht und Finsternis. Ein Lehrstück von Erde, Mond und Gott. München o. J.

### Bilder-/Kinderbücher
- Kindergeschichten. München o. J.
- Lustige Geschichten für unsere Kleinsten. Ravensburg o. J.
- Allerlei Schwätzchen für kleine Spätzchen. Ravensburg o. J.